# Reiley
Reiley, pseudonimo di Rani Petersen (Tórshavn, 24 novembre 1997), è un cantante faroese.
Ha rappresentato la Danimarca all'Eurovision Song Contest 2023 con il brano Breaking My Heart.

## Biografia
Reiley è nato e cresciuto nelle isole Fær Øer, dipendenza del regno di Danimarca. Nel 2019 ha viaggiato fra Londra e Los Angeles per registrare musica, e l'anno successivo ha ottenuto un contratto discografico con la Atlantic Records. Nel 2021 è uscito il suo singolo di debutto Let It Ring, che ha ottenuto particolare successo in Corea del Sud.
Nel gennaio 2023 è stato confermato fra gli 8 partecipanti all'annuale Dansk Melodi Grand Prix, festival utilizzato per selezionare il rappresentante danese all'annuale Eurovision Song Contest, con l'inedito Breaking My Heart. L'11 febbraio successivo Reiley ha preso parte all'evento, dove il voto combinato di pubblico e giuria l'ha scelto come vincitore e rappresentante nazionale all'Eurovision Song Contest 2023 a Liverpool, diventando il primo artista faroese a rappresentare la Danimarca alla manifestazione europea. Breaking My Heart ha raggiunto la 31ª posizione nella classifica danese dei singoli. Nel maggio successivo si è esibito durante la seconda semifinale della manifestazione europea, senza però riuscire a qualificarsi per la finale.

## Discografia

### EP
- 2021 – BRB, Having an Identity Crisis

### Singoli
- 2021 – Let It Ring
- 2021 – Superman
- 2022 – Blah Blah Blah
- 2022 – Moonlight (con gli AB6IX)
- 2023 – Breaking My Heart
- 2023 – Lovesongs